# Indétectable = Intransmissible
Indétectable = Intransmissible (I=I), en anglais Undetectable = Untransmittable (U=U), est un slogan qui signifie qu'une personne séropositive ne peut transmettre le VIH lors d'un rapport sexuel si elle a une charge virale rendue indétectable grâce à son traitement par antirétroviraux, ce que prouvent de nombreuses études cliniques. La stratégie de prévention du VIH qui en découle est connue sous le terme TasP (Treatment as Prevention), où l'objectif est d'initier un traitement dès que la séropositivité est connue, pour empêcher d'autres contaminations, sans attendre que ce soit nécessaire pour la santé du patient.

## Histoire
En 2015, Bruce Richman a fondé la Prevention Access Campaign dans le but de mettre en relation des militants et des chercheurs du monde entier pour diffuser le message I=I à la suite d'une déclaration de consensus scientifique. La campagne en tant que telle, lancée en 2016, vise à changer ce que signifie vivre avec le VIH en sensibilisant et en démantelant la stigmatisation autour du VIH tout en améliorant la qualité de vie des personnes vivant avec le VIH afin de mettre fin à l'épidémie.

## Preuve scientifique
Entre 2011 et 2019, trois études cliniques ont amélioré les modalités de prise en charge du VIH, en montrant que l'accès et l'adhésion aux traitements antirétroviraux empêche non seulement l'infection de progresser chez le patient mais également la transmission du virus lors des rapports sexuels.
En 2011, sont parus les résultats de l'étude HPTN 052 (en), dans laquelle sont étudiés 1 763 couples hétérosexuels sérodiscordant (en) (une personne séropositive, l'autre séronégative). Les sujets ont ensuite été divisés en deux groupes, selon que la personne séropositive avait commencé le traitement dès qu'elle avait reçu le diagnostic, ou si elle avait différé le début du traitement. Il a été découvert qu'en comparant les deux groupes, il y avait une réduction de 93 % des transmissions chez ceux qui ont commencé le traitement immédiatement. Les chercheurs ont alors conclu que, si la personne poursuit son traitement, elle est moins susceptible de transmettre l'infection à un partenaire sexuel.
En 2016, paraissent les résultats de l'étude PARTNER-1, portant sur 1 166 couples sérodiscordants, hétérosexuels et gays. Dans tous les cas, la personne vivant avec le VIH avait une charge virale plasmatique inférieure à 200 copies par mL de sang. Les couples ont également déclaré ne pas avoir utilisé de préservatif lors des rapports sexuels. Après 36 000 rapports sexuels chez les couples hétérosexuels et 22 000 chez les couples gays, il n'y a pas eu de transmission du VIH. Il a toutefois été décidé de continuer à étudier plus de rencontres et plus de couples, car la puissance statistique de l'étude n'était pas assez forte.
Cette étude, PARTNER-2, a ses résultats publiés en 2019. Pour PARTNER-2, la personne séropositive du couple avait une charge virale indétectable depuis six mois ou plus, et 76 991 actes sexuels sans préservatif ont été documentés sans transmission associée, permettant ainsi d'affirmer que le risque de transmission sexuelle du VIH est de 0 lorsque la personne séropositive a une charge virale indétectable depuis 6 mois ou plus.

## Organisations et militants impliqués dans I=I
945 organisations de 99 pays se sont engagées à diffuser le message I=I dans leurs communautés dans le cadre d'une initiative d'accès à la prévention. La campagne I=I s'est focalisée notamment sur un travail de vulgarisation scientifique et de communication afin que toutes les personnes, quelle que soit leur formation, leur origine ethnique ou leur niveau socio-économique, puissent s'informer sur les nouvelles avancées scientifiques.

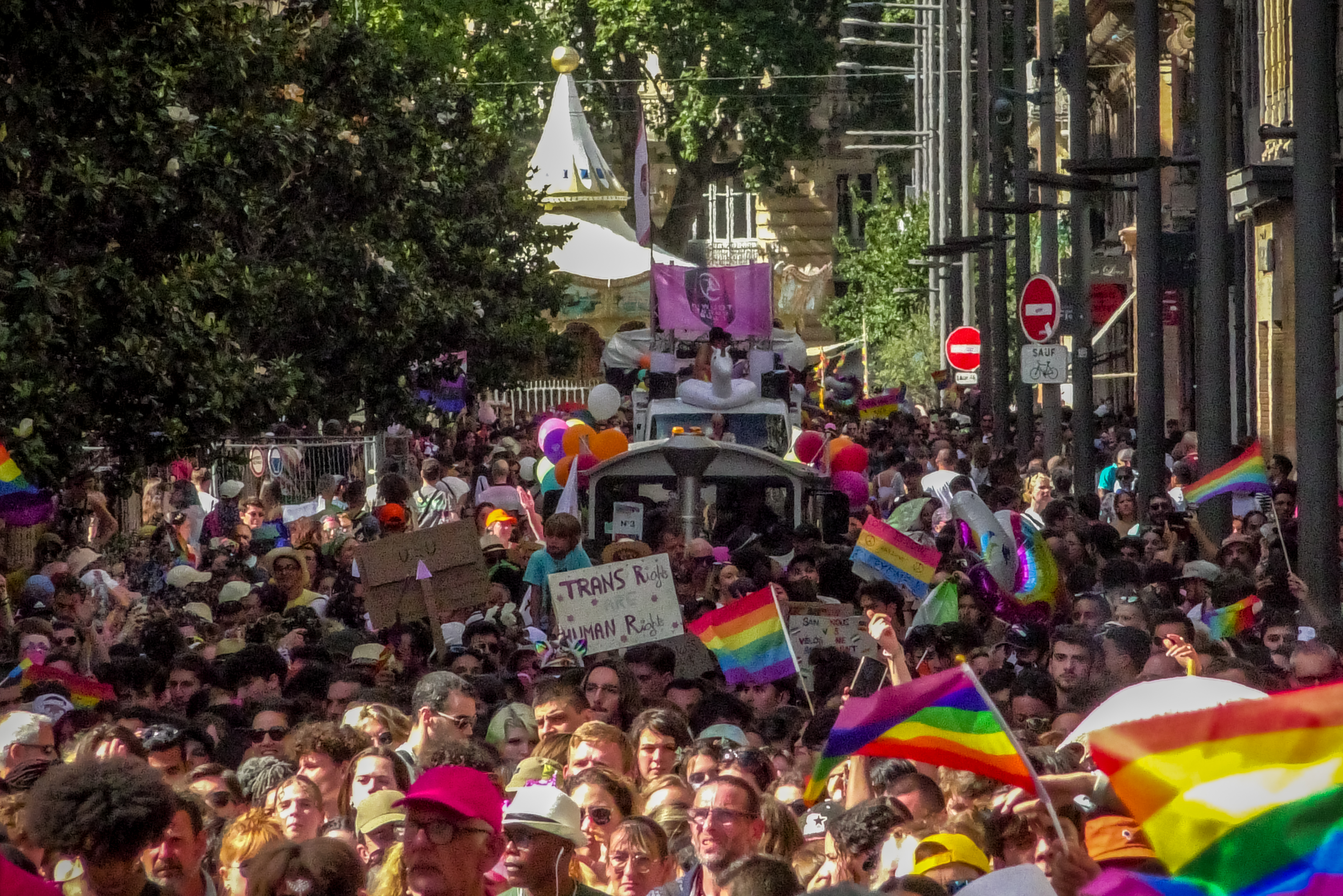
Marche des fiertés de Toulouse 2023, lors de laquelle une pancarte U=U est brandie

Le Conseil international des organisations de lutte contre le sida (ICASO) est une communauté dédiée au suivi et à la mise à jour des problèmes liés à U=U chez les femmes vivant avec le VIH.

### Principales actions
- La Fight AIDS Foundation a déclaré son soutien à la déclaration de consensus I=I publiée par la Prevention Access Campaign déclarant que « les preuves scientifiques sont claires et sans équivoque : un traitement efficace réduit à zéro le risque de transmission du VIH »[10].
- L'ONUSIDA a mené une série de campagnes dans le but de diffuser le message, sur la base de rapports mais aussi en soutenant les activités d'autres associations civiles visant à promouvoir le message[1].
- Pour la journée mondiale de lutte contre le sida 2019, la Fundación Huésped (en) a mené une campagne qui comprend dix mesures pour mettre fin au VIH en Argentine, intitulée « Mettez le ruban ». L'une des mesures est la diffusion du message I=I.
- La Positive Cycle Association porte le slogan I=I comme étendard depuis sa création en 2018, menant de nombreuses actions dans le but de garantir sa visibilité. Parmi eux, des entretiens-débats avec des personnalités telles que Gabriela Turck, chercheuse au Conseil national de la recherche scientifique et technique.

En 2022, lors de Drag Race France, la drag queen Lolita Banana se présente, pour le défilé sur le thème de Mylène Farmer, couverte de faux sang, un hommage au clip de Je te rends ton amour, avec le message U=U peint sur ses mains.